# Wonderfalls
Wonderfalls is een Amerikaanse televisieserie uit 2004 die zich afspeelt bij de Niagarawatervallen. De serie werd al na vier afleveringen gestopt. De reeds gemaakte resterende negen afleveringen werden pas later uitgezonden. De pilotaflevering - met andere acteurs - werd nooit uitgezonden.

## Uitgangspunt
De serie gaat over Jaye Tyler (Caroline Dhavernas), een jong meisje dat na haar studie filosofie een baantje heeft als winkelmeisje in een souvenirwinkel aan de Amerikaanse kant van de Niagara Falls. Op een dag vindt ze een bijzonder muntje en komt er een bijzondere kracht vrij, waardoor ze ontdekt dat ze met speelgoed kan praten. Dat overkomt haar overal. Het speelgoed kent de toekomst en vertelt haar allemaal gekke dingen die ze moet doen (zoals aan de lichtknop likken).
Ze luistert hiernaar, ondanks dat het allemaal heel ongeloofwaardig en vreemd is; hierdoor ontdekt ze dat het speelgoed meer weet. Het speelgoed vertelt haar alleen wát ze moet doen en niet wat er dan gaat gebeuren. Op deze wijze helpt het speelgoed haar 'rampen' te voorkomen.

## Cast
- Caroline Dhavernas - Jaye Tyler
- Katie Finneran - Sharon Tyler
- Tyron Leitso - Eric Gotts
- William Sadler - Darrin Tyler
- Diana Scarwid - Karen Tyler
- Lee Pace - Aaron Tyler
- Tracie Thoms - Mahandra McGinty

## Afleveringen
| Afl. | Nummer | Titel            | Uitgezonden |
| ---- | ------ | ---------------- | ----------- |
| 0    | 1x00   | Wax Lion (pilot) | -           |
| 1    | 1x01   | Wax Lion         | 12-3-2004   |
| 2    | 1x02   | Karma Chameleon  | 19-3-2004   |
| 3    | 1x03   | Wound-Up Penguin | 26-3-2004   |
| 4    | 1x04   | Pink Flamingos   | 1-4-2004    |
| 5    | 1x05   | Crime Dog        | 23-7-2004   |
| 6    | 1x06   | Barrel Bear      | 27-10-2004  |
| 7    | 1x07   | Lovesick Ass     | 3-11-2004   |
| 8    | 1x08   | Muffin Buffalo   | 23-7-2004   |
| 9    | 1x09   | Safety Canary    | 17-11-2004  |
| 10   | 1x10   | Lying Pig        | 25-7-2004   |
| 11   | 1x11   | Cocktail Bunny   | 25-7-2004   |
| 12   | 1x12   | Totem Mole       | 8-12-2004   |
| 13   | 1x13   | Caged Bird       | 15-12-2004  |

## DVD
De totale serie (exclusief de nooit uitgezonden pilot) is ook op dvd uitgebracht (nog zonder Nederlandstalige ondertiteling) met een totale speelduur van 570 minuten.